# Juliusz Wertheim

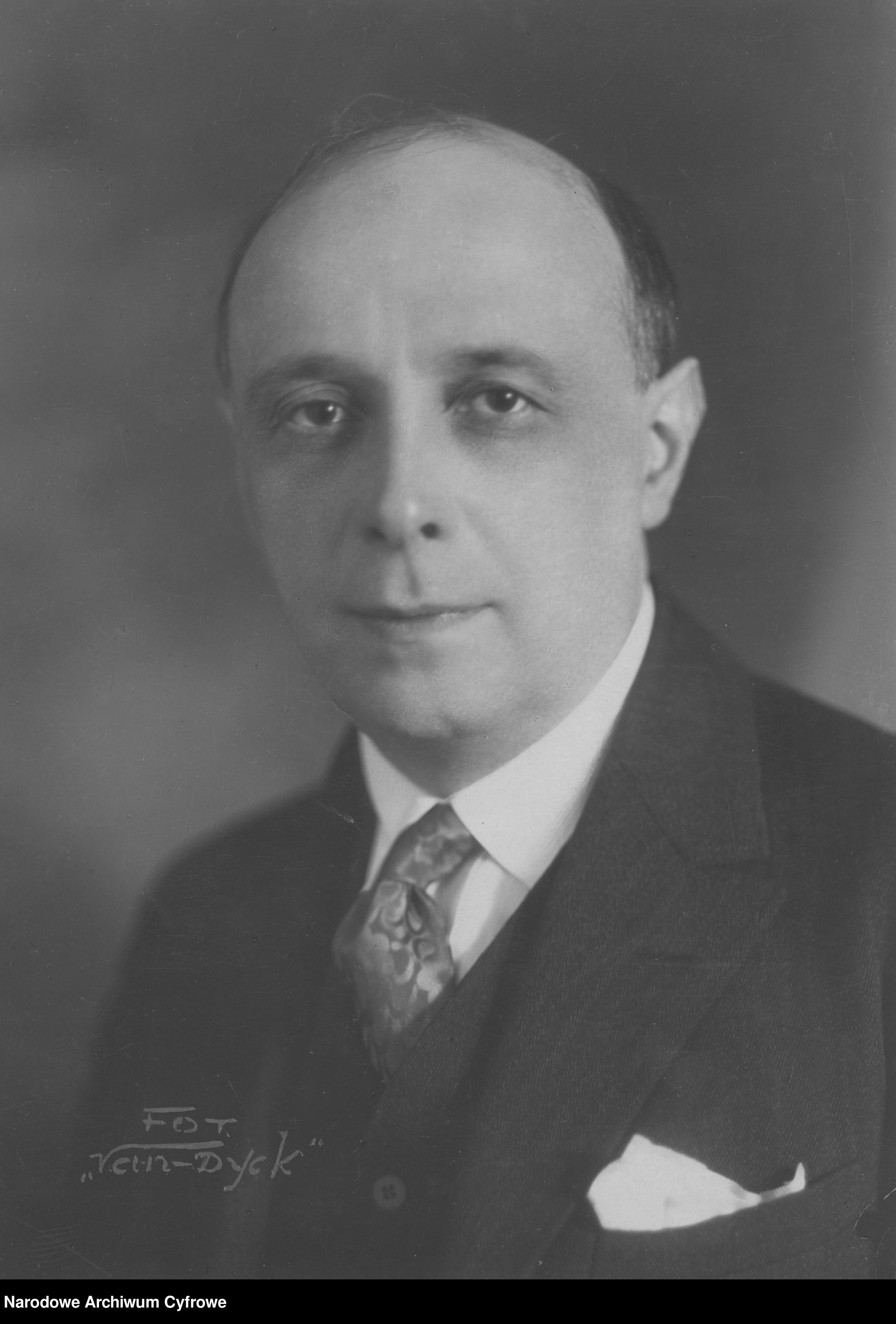
Juliusz Wertheim, 1920

Juliusz Edward Wertheim (* 24. Oktober 1880 in Warschau; † 6. Mai 1928 in Warschau) war ein polnischer Pianist, Komponist, Dirigent und Hochschullehrer.

## Leben und Werk
Juliusz Wertheim entstammte einer wohlhabenden jüdischen Warschauer Familie, sein Vater Piotr war Bankier, seine Mutter Aleksandra Sängerin. Mit 12 Jahren begann er mit dem Klavierunterricht bei Rudolf Strobl in Warschau und setzte ihn bei Moritz Moszkowski und Karl Heinrich Barth in Berlin fort. Dort nahm er außerdem Kompositionsunterricht bei Heinrich Urban, den er ab 1897 in Warschau bei Zygmunt Noskowski am Staatlichen Konservatorium für Musik fortsetzte. Sein Diplom schloss er mit der Goldmedaille 1901 ab. 1902 trat er in der Warschauer Philharmonie als Solist seiner Fantasie für Klavier und Orchester in Erscheinung, 1903 war ein Konzert an gleicher Stelle vollständig eigenen Werken Wertheims gewidmet, ebenfalls 1903 dirigierte er selbst seine Sinfonie e-Moll. 
In der Folge konzertierte Wertheim als Pianist in Europa und Amerika, auch als Kammermusiker und Liedbegleiter (darunter seiner Schwester Joanna) und unterrichtete Klavier an Warschauer Musikschulen. 1915 bis 1916 wirkte er als Zweiter Kapellmeister der Warschauer Philharmonie, wo er auch später wiederholt dirigierte. 1919 bis 1921 lehrte er Instrumentation und Partiturlesen am Warschauer Konservatorium. Wertheim war auch als Musikkritiker tätig. Zu seinen Schülern zählten Pawel Klecki und Roman Jasinski.
Wertheim erlag einem Herzinfarkt, während er in der Warschauer Philharmonie das Vorspiel zu Wagners „Die Meistersinger von Nürnberg“ dirigierte.
In Berlin schloss Wertheim Freundschaft mit Arthur Rubinstein, in dessen Memoiren jedoch sein Name pseudonymisiert als „Frederic Harman“ erscheint, um dessen Homosexualität zu schützen, wie auch die Namen seiner Eltern verändert sind; Rubinstein hatte selbst zeitweilig eine Beziehung zu Wertheims Mutter. Nach Aussage Rubinsteins verdankt er Wertheim tieferes Verständnis für das Werk von Frédéric Chopin.
Das kompositorische Schaffen von Wertheim umfasst sinfonische Werke, Musik für Klavier solo, eine Violinsonate sowie zahlreiche Lieder. Dabei blieb er einem neoromantischen Stil verpflichtet. Ein großer Teil seiner Manuskripte verbrannte während des Zweiten Weltkriegs in Warschau.